# هوس الشراء

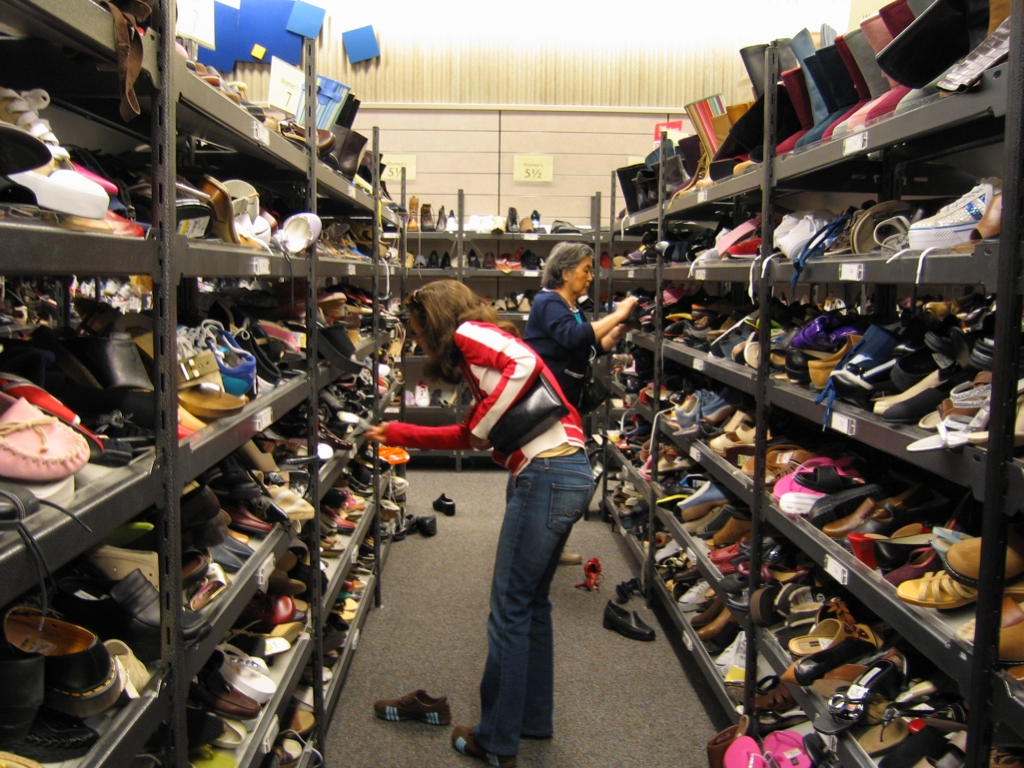

هوس الشراء أو التسوق القهري أو إدمان التسوق أو الشراء القهري (بالإنجليزية:Oniomania (أونيومانيا) من اليونانية ὤνιος أونيوس «البيع» وμανία هوس «الجنون») هو مصطلح نفسي يصف الرغبة القهرية للتسوق، ويعتبر أحد اضطرابات الإندفاع وعدم القدرة على السيطرة، وهو اضطراب تاريخي تمت تسميته (أونيومانيا) من قبل كرايبيلين عام 1915، وقد وصف منذ أكثر من 100 سنة، وعلى الرغم من أنه يشمل دوافع مرضية وقائم على ردات فعل غير متزنة، إلا أنه قد تم تجاهله إلى حد كبير منذ منتصف أرباع القرن العشرين وحتى اليوم، ويعد مرض عقلي مؤلم وغير معروف على نطاق واسع حتى الآن تقريبًا. يشار إليه في الدليل التشخيصي للاضطرابات النفسية باضطراب الشراء القهري (CBD)، وله عواقب وخيمة، وتتطابق صفات معظم المصابين به مع معايير اضطراب المحور الثاني، وهو يوجد بنسبة 5.8 % لدى سكان الولايات المتحدة الأمريكية، وتشكل نسبة الإناث منهم حوالي 80%.

## الخصائص
وفي كثير من الأحيان يكون اضطراب الشراء القهري مرتبط بالمزاج والقلق، وتعاطي المخدرات واضطرابات الأكل، فبداية هذا النوع من الاضطراب تحدث في نهاية فترة المراهقة وبداية سن العشرين، وهو يعتبر عموما اضطراب مزمن، وهو أيضاً شبيه باضطراب الوسواس القهري والاكتناز والهوس، ولكنه أيضاً يختلف عنهم، ولا يقتصر الشراء القهري على الأشخاص الذين ينفقون مايتجاوز مقدرتهم المالية بل يشمل أيضا الأشخاص الذين يقضون وقتاً أكثر من اللازم في التسوق أو الذين يفكرون في شراء الأشياء بشكل مزمن ولكنهم لايشترونها، تشتمل العلاجـات الواعدة لاضطراب الشراء القهري أدوية مـثـل مثبطات إعادة امتصاص السيروتونين الاختيارية (SSRIs)، وعلى مجموعات الدعم مثل جمعية المدين المجهول.

## اضطرابات
ويعتقد بعض الأطباء النفسيين ان الشراء القهري هو أكثر دلالة على اضطراب السيطرة على الاندفاع بينما يرى آخرون أنها أكثر دلالة على اضطراب الوسواس القهري... أو اضطراب ثنائي القطب' أو حتى الإدمان. تم قبوله كاضطراب من قبل Deutsche Gesellschaft زوانجسيركرانكونجين (المنظمة الألمانية لاضطرابات الوسواس القهري)، لعدة سنوات. [هل المصدر موثوق به؟]؛ ولكن في الولايات المتحدة، ' اضطراب في السيطرة على الاندفاع لم ينص خلاف ذلك... الفئة التشخيصية عادة ما تمنح للشراء القهري'. (قد يكون قيد النظر لإدراجها كعنصر منفصل اضطراب السيطرة على الاندفاع في الطبعة القادمة من الدليل التشخيصي والإحصائي للاضطرابات العقلية.[بحاجة لمصدر]).
'فقط في ال 15 سنة الماضية قد شهدنا التحقيق المحدد والثابت في هذا الاضطراب'، بالمقارنة مع 'بعض العناصر المشابهة له نفسيا' مثل الإدمان على الكحول، واضطرابات الأكل، أو تعاطي المخدرات؛ ولكن "هناك المزيد والمزيد من الأدلة، كلاهما البحوث والقولية، أنه يطرح مشكلة خطيرة ومتفاقمة، واحدة مع العواقب العاطفية والاجتماعية، المهنية والمالية الكبيرة. ربما ما يصل إلى 8.9 في المائة من سكان أمريكا قد يكونون جميعهم من المشترين القهريين. (ريدجواي، وآخرون، 2008)[بحاجة لرقم الصفحة]، وقد أصبحت المشكلة بسرعة مشكلة عالمية، مع النمو المزدهر للأبد هناك أرض خصبة للشراء القهري... الكتالوجات، قنوات التسوق التلفزيونية، سيبيرشوبينج، والتداول عبر الإنترنت'.
إن هذه المصطلحات التسوق القهري والشراء القهري والإنفاق القهري يتم غالباً استخدامها بالتبادل، لكن السلوكيات التي يمثلها كل مصطلح في الواقع تختلف اختلافا واضحا (ناتاراجان و1992 جوف)[بحاجة لرقم الصفحة]. ويمكن للفرد أن يشتري دون ان يتسوق أو بالتأكيد يتسوق دون شراء: وقد وصف حوالي 'أقلية (30 في المائة) من المتسوقين القهريين ان فعل الشراء نفسه يعطي نشوة تماما مثل المخدارت، بغض النظر عن السلع التي يتم شراؤها وملكيتهم لها.
' تم اقتراح المعايير التشخيصية CB التالية: (1) بريوكوبيشن مهايئ مع أو المشاركة في شراء...؛ (2) بريوكوبيشنز أو أن يؤدي شراء إلى ضائقة كبيرة أو إعاقة؛ و (3) لا يحدث شراء حصرا خلال الحلقات هيبومانيك أو هوسي.

## الأعراض
' يعتقد الأطباء النفسيون ان هذا السلوك قد يكون سببه هو الحاجة بالشعور بالتميز أو لمحاربة الشعور بالوحدة، فضلا على ان المتسوقين القهريين ياملون ان التسوق سيغير منهم نحو الأفضل. لكن التسوق القهري لا يفي باي من تلك الاحتياجات وبالتالي قد يتصاعد سلوك المتسوقين '.
ومثل السلوكيات القهرية الأخرى غالبا مايواجه المرضى اعلى المستويات أو السلبيات المرتبطة بالإدمان. ' مثل الناس الذين يتعين عليهم
سرقة المتجر، المتسوقون القهريون عالقون في دوامة من القلق: الاندروفين في اعلى مستوياته بينما الشعور بالذنب في ادنى مستوى. ويواجه الضحايا غالبا امزجة من الارتياح عندما يقومون بعملية الشراء، الامر الذي يعطي لمدمن التسوق نوعا من الشعور بالنشوة والاثارة و"الذروة" وعلى ما يبدو أن ذلك يضفي معنى إلى حياتهم ويسمح لهم بنسيان احزانهم؛ ولكن "عادة ما يكون هناك شعور بخيبة الأمل بعد ذلك،
يليه الشعور بالذنب". بمجرد ترك البيئة التي وقع فيها الشراء، فان الشعور بالمكافاة الشخصية للنفس قد ذهب، وللتعويض عنه
يذهب الشخص المدمن للتسوق مرة أخرى في دائرة مفرغة من الشراء المندفع المتكرر...فقط لشئ واحد وهو تحقيق هوية ذاتية أفضل.
يميل المتسوقون القهريون إلى التسوق في الخفاء مما يزيد الحالة سوءا، فتزداد الديون، وتتوتر العلاقات مع افراد الأسرة والأصدقاء'. عند النقطة الي يتم فيها اخفاء المشتريات أو تخريبها وذلك لان الشخص المعني يشعر بالخجل من إدمانه ويحاول أن يخفي ذلك وعندما تشمل عادات التسوق على الكذب واخفاء المشتريات فان الأمراض النفسية والجسدية والعاطفية قد ترتفع.
وقد أشار علم النفس التطوري إلى أن 'الشراء القهري يبدو بأنه منتشر في العالم' وأن 'غالبية المصابين هم من النساء'، كذلك أشار إلى أن هناك 'أوجه التشابه والاختلاف بين الشراء القهري وأشكال أخرى من الاستهلاك القهري'. وبناء على ذلك فإن 'الشراء القهري هو آلية لتعزيز المزاج'، وفي الواقع 'معظم عمليات الشراء التي قامت بها امرأة في حالة من الاضطراب تبدو وكأنها مرتبطة بمنتجات تحسين المظهر، مما يوحي أن «حلقة» ذلك السلوك القهري تتعلق بالمخاطر الاجتماعية المرتبطة بعدم ثقتها بجاذبية مظهرها'.

## الأسباب

### الشخصية
يدخل الشخص المدمن في دائرة مفرغة تتكون من المشاعر السلبية مثل الغضب والتوتر، مما يؤدي إلى شراء شيء 'كشكل من أشكال التطبيب الذاتي'. بعد الانتهاء من الشراء فان الفرد يشعر اما بالاسف أو الاكتئاب -'حزين، وأسف أو مذنبا بعد عودته إلى المنزل'. وبهدف التغلب على هذه المشاعر قد يلجأ الشخص المدمن إلى عملية شراء أخرى.
وكثيرا مايكون لإدمان التسوق جذور في التجربة المبكرة، كما أن الأشخاص المحرومين عاطفيا يستبدلون بلا وعي مايفقدونه بالحاجيات'، بينما في الوقت نفسه فان الفراغات في هوية المرء لها جذورها في التفاعلات الفاشلة بين الابوين والطفل'. الأطفال الذين يعانون من إهمال الوالدين غالباً ما يكبر مع تدني احترام الذات لأن في أنحاء كثيرة من مرحلة الطفولة لم يشعروا بانهم مهمين كافراد وهكذا" لا لتغيير الناس ولكن لاستبدالهم.....للراحة]]'، ونتيجة لذلك اعتادوا اللعب أو الطعام للتعويض عن الشعور بالوحدة.الكبار التي تعتمد على مواد للدعم العاطفي عندما كانوا أصغر سنا كثيرا من المرجح أن يصبحوا مدمنين للتسوق نظراً لشعورهم المستمر الحرمان التي يعاني منها كالأطفال-على الرغم من أن أحدث الأفكار أن ' هذه التفسيرات لسلوكيات الشراء القهري قد تنطبق على البعض، ولكن بالتأكيد ليس كلهم، فقد الأشخاص الذين يعانون من مرض الشراء القهري ". كما هو الحال مع هوس السرقة فان الشراء القهري يعني من حيث المبدأ الاستيلاء على الأشياء التي تعطي قوة أو سلطة لمحاربة المخاطر المفترضة، ولا سيما... من فقدان احترام الذات أو للعاطفة': يتم استبدال الشراء بدلاً من اللعب أو الطعام بـ الحنان. وغالباً مايكون مدمنو التسوق غير قادرين على التعامل مع مشاكلهم اليومية، لا سيما تلك التي تغير احترامهم لذواتهم، والعديد من القضايا في حياتهم يمكن قمعها على الأقل مؤقتاً بشراء شيء.
وقد ربط هذا الاضطراب بالحرمان العاطفي في مرحلة الطفولة، عدم القدرة على تحمل مشاعر سلبية، الحاجة إلى ملء فراغ داخلي، البحث عن الإثارة، التبعية المفرطة، السعي نحو الموافقة، الكمالية، السلطة والاندفاع العامة، والحاجة إلى السيطرة،(ديساربو وإدواردز عام 1996، فابر et al. عام 1987، بنسون، 2000)[بحاجة لرقم الصفحة].
ويبدو أن الشراء القهري يمثل البحث عن الذات لدى الأشخاص الذين هويتهم غير حازمة ولايمكن الاعتماد عليها كما يتبين من 'أنواع الكائن سبورتشاسيد، التي قد تعالج احتياجات الهوية الشخصية والاجتماعية'. ويحاول الكثير من مدمني التسوق مواجهة مشاعر عدم الثقة بالنفس من خلال رفع اللحظة العاطفية والنشوة التي يقدمها التسوق القهري. وهؤلاء المتسوقون،
الذين يعانون أيضاً أعلى من المعدل الطبيعي من الاضطرابات المرتبطة – الاكتئاب والقلق، وتعاطي مواد الإدمان، واضطرابات الأكل واضطرابات السيطرة على الاندفاع، قد يستخدمون أعراضهم للمعالجة الذاتية '.

### النظامية
الظروف الاجتماعية قد تلعب أيضا دوراً هاما. 'نظراً لأن الثقافة الاستهلاكية لديها تأثيراً متزايداً على رفاهنا النفسية واحساسنا بالهوية، فان الشراء القهري يمكن اعتباره إدمانا حديثا كبيرا أو postmodern كبيرة'--واحد الذي 'زاد بسرعة خلال العقدين الماضيين'. هذا صحيح بصفة خاصة في 'المجتمعات الرأسمالية، التي تعتمد على الاستهلاك حيث في كل مكان التسويق والإعلان يعزز ثقافة 'تطلعات مادية عالية تحرك الازدهار الاستهلاكي' عن طريق تشجيع خلق حاجات مصطنعة.
حيث أنها مقبولة اجتماعيا، وحتى معيارياً، لنصف الدماغ بان يقوم بما يقوم به المجانين، رقص الحرب الصاخب...المال، المال، المال!! قضاء، وتنفق، تنفق!! '، وسوف الشراء القهري احتمالا دائماً عندما يحصل الناس على نفس الرسالة من ثقافة معينة مثل تينيسي أو ألاسكا-عش لتنفق، البس لتقتل، التسوق.... طريقك للسعادة سيكون هناك دائماً بعض الذين هم' unarmoured دون حماية ضد ابتلاعهم وتبنيهم لمجموعة من الأفكار التي تحتاج لها لا صلة' -وبهم الأذى. علاوة على ذلك الدين، الذي تيسر بواسطة بطاقة الائتمان، تمكين الإنفاق عارضة ما بعدة وسائل المرء-'محملة بأكياس الناقل لامعة مثل بيمبو على موجه بطاقة ائتمان' -وبعض الواقع سوف ' إسداء المشورة «الشراء القهري» إلى تأمين تصل بطاقات الائتمان تماما.
مايميز الانيومانيا عن التسوق الصحي هو هذا الطابع القهري والمدمر والمزمن للشراء: ' التسوق، التي اضطلعت بروح البحث، يمكن أن تكون عملية بناءة، واحد التي من شأنها ان تعزز التعريف الذاتي، والتعبير عن الذات، الإبداع، حتى الشفاء.. القيام به بشكل زائد فإنه يمكن أن يشكل تهديدا خطيرا ".
لنرى المجتمعات الغربية في نوغتيس (على الأقل حتى أزمة الائتمان) الانغماس تقريبا دون استثناء في شكل الشراء القهري، يستدعي شيئا فرويد تحديداً تنصل: باثولوجي المجتمعات الثقافية... من العصاب الاجتماعي'.

### البحث عن الهوية
من جانب علم النفس الاجتماعي فإنه 'يمكن للشراء المفرط والمطلق للسلع الاستهلاكية أن يفسر على أنه شكل من أشكال البحث عن الهوية ونموذج مبالغ فيه للبحث عن الهوية من خلال شراء السلع المادية التي تعتمد على سلسلة متصلة من عمليات شراء يومية ناتجة عن دوافع نفسية'. وعلى خلفية 'تحولات الثقافة الاستهلاكية خلال العقود القليلة المنصرمة، فإن هذا النموذج يركز على تأييد القيم المادية وعجز الهوية باعتبارها عوامل الضعف للشراء القهري'.
أما في سياق العولمة للنظام الاستهلاكي 'المتخصص في توليد رغبات الناس ثم منحهم اياها، وبالتالي حكم العالم'--حيث أننا جميعا مشجعون لـمقولة 'نتسوق حتى نسقط أرضاً'؛ 'لنلتمس العزاء في شراء ممتلكات مادية' - إن الشراء القهري يطرح تساؤلاً وهو، 'هل هو أقلية مرضية أم مشكلة جماعية ؟'. ففي 'عالم الليبرالية الاقتصادية تعامل المصارف انعدام المسؤولية المالية كسلعة قيمة أو كقروض رخيصة في كل مكان'، ، ولقد كانت مصدر الفخر الاجتماعي لتكون قادرة على قول 'بطاقتي الائتمانية تحولت من اللون الأحمر إلى الأرجواني' -فعندما 'لايقوم المستهلكون بشراء المنتجات بشكل مبالغ.. إلى الهوية الشخصية '—مثل هذا النوع من ' البحث عن الهوية خلال الاستهلاك فإنه يتشكل مع البنية تحتية للثقافة الاستهلاكية...[مثل] كونه بعدا هاما للشراء القهري '.

## عواقب
يمكن للعواقب المترتبة على الانيومانيا، والتي قد تستمر لفترة طويلة بعد الاستمتاع، ان تكون مدمرة، كما «الزواج والعلاقات طويلة الأمد... حيت تقع تحت ضغط شديد»، بينما في الوقت نفسه «قد يبدأ المشترون القهريون مواجهة صعوبات في عملهم». يمكن أن تتضمن كذلك المشاكل العملية والعاطفية خرب تاريخ الائتمان، سرقة أو اختلاس من المال، تخلف القروض، المتاعب المالية العامة وفي بعض الحالات المالية الإفلاس، أقصى مستويات الديون، القلق والإحباط، الشعور الذاتي بفقدان السيطرة والخلافات الداخلية'.
ويمكن للإجهاد الناجم أن يؤدي إلى مشاكل صحية جسدية وإلى خراب العلاقات بينما قد يشعر البعض بالخجل من المشكلة...أو حتى يضطر إلى ارتكاب الانتحار '.

## المراضة المشتركة
يبدو أن التسوق القهري أكثر الأمراض شيوعاً (اضطراب السيطرة على الاندفاع) في الأشخاص ذوي مرض القمار.

## الشراء عن طريق الإنترنت
إن إمكانية الشراء عن طريق شبكة الإنترنت مكنت 'الشراء القهري من أن يكون اتجاه مستقبلي يؤثر على المستهلكين الشباب من كلا الجنسين'.